# Les Années folles
Pour les articles homonymes, voir Les années folles (homonymie).
Singles de France Gall
La Manille et la Révolution
(1969) Baci, baci, baci
(1969)
Les Années folles est une chanson de France Gall. Elle est initialement parue sur un EP en 1969 et incluse ensuite sur la compilation 33 tours France Gall, éditée en 1973.

## Développement et composition
Les Années folles est l'adaptation française effectuée en 1969 par Boris Bergman de la chanson Gentlemen, Please de l'auteur-compositeur-interprète britannique Barbara Ruskin. Une production de Norbert Saada pour le label « La Compagnie ».

## Listes des pistes
EP 7" 45 tours France Gall (1969, La Compagnie 104, France)
A1. Les Années folles
A2. Soleil au cœur
B1. La Manille et la Révolution
B2. Les Quatre Éléments,
Single 7" 45 tours Los años locos (1970, Movieplay SN 20390, Espagne)
A. Los años locos
B. La Manille et la Revolution

## Classements
Les Années folles / La Manille et la Révolution,
| Classement (1969)                       | Meilleure position |
| --------------------------------------- | ------------------ |
| Belgique (Wallonie Ultratop 50 Singles) | Tip                |